# Italiaans-Franse akkoorden
De Italiaans-Franse akkoorden werden getekend op 7 januari 1935 door de Franse minister van Buitenlandse Zaken Pierre Laval en de Italiaanse eerste minister Benito Mussolini. De opzet van de akkoorden kwam van Franse zijden en had als doel om zich te beschermen tegen het in opkomst zijnde Duitsland.
Hierbij ontving Italië enkele betwiste gebieden in en rondom Italiaans-Somaliland en kreeg het land de vrije hand in het conflict in Abessinië. De Aouzoustrook ging over van het Franse Tsjaad naar het Italiaanse Libië. In ruil hiervoor verwachtte Frankrijk, tevergeefs, steun van Italië bij een Duitse inval.